# Емблема Чхаттісгарха
Емблема Чхаттісгарха — офіційна печатка уряду індійського штату Чхаттісгарх. Вона була прийнята 4 вересня 2001 року, коли штат Чхаттісгарх був утворений з частини Мадх'я-Прадеш.

## Дизайн
Емблема являє собою круглу печатку із зображенням Левової капітелі Ашоки в оточенні рисових колосків. Під капітеллю три хвилясті лінії в кольорах національного прапора Індії, які символізують річки штату, оточених двома блискавками, які символізують наявність у штату енергії. Вся емблема оточена 36 укріпленнями, що символізують 36 фортець, на честь яких названо державу.

## Урядовий прапор
Уряд Чхаттісгарха може бути представлений прапором із зображенням емблеми штату на білому полі.

Прапор Чхаттісгарха